# NUPL2
NUPL2‏ (Nucleoporin like 2) هوَ بروتين يُشَفر بواسطة جين NUPL2 في الإنسان.